# Temporal Key Integrity Protocol
TKIP (ang. Temporal Key Integrity Protocol) – protokół używany w celu zabezpieczenia warstwy łącza danych w sieciach bezprzewodowych zgodnych ze standardem IEEE 802.11. Został stworzony przez grupę specjalistów, którzy ujawnili słabość szyfrowania algorytmem WEP. TKIP do szyfrowania nadal wykorzystuje algorytm RC4, jednak znacznie utrudniono odczytanie wektora inicjującego (IV) poprzez haszowanie jego wartości oraz wymuszono generowanie nowych kluczy po każdych 10 000 pakietów. Rozwiązanie to ma być w pełni kompatybilne z dotychczas używanym WEP i polega na wymianie firmware w urządzeniach bezprzewodowych.
Szyfrowanie TKIP w WPA jest podatne na atak kryptoanalityczny o ograniczonym zasięgu.